# En på miljonen (musikalbum)
En på miljonen, släppt den 2005 på Mariann Grammofon AB, och är ett samlingsalbum av det svenska dansbandet Grönwalls, bestående av både gamla och nya inspelningar. Det placerade sig som bäst på den svenska albumlistan. På albumet har Monia Sjöström 2004 återvänt till Grönwalls.

## Låtlista
1. Älskar du mig ännu
2. En på miljonen
3. Börja var enkelt
4. Tänk om
5. Vinden har vänt
6. Falling in Love
7. Om jag bara kunde få dig att förstå
8. Meningen med allt
9. Vem
10. Du har det där
11. Regn i mitt hjärta
12. Du ringde från Flen
13. I varje andetag
14. Ett liv tillsammans
15. En plats i solen
16. Jag ringer upp
17. Tillbaks igen

## Listplaceringar
| Lista (2005) | Topplacering |
| ------------ | ------------ |
| Sverige      | 39           |